# Milan Van den Haute
Milan Van den Haute (Edelare, 14 oktober 2005) is een Belgisch baan- en wegwielrenner.

## Carrière
In zijn jeugd werd Van den Haute meermaals Belgisch kampioen op de baan – in zijn leeftijdscategorie –  en nam hij deel aan verschillende internationale evenementen. Zo werd hij in 2022 nationaal kampioen achtervolging bij de junioren en werd hij samen met Tom Crabbe derde en tweede in de ploegkoers op respectievelijk de Europese en wereldkampioenschappen op de baan. Op de weg werd hij in 2022 vierde in de Keizer der Juniores.
In 2024 sloot Van den Haute zich aan bij amateurclub Hubo-Remotive. Op de baan won hij met zijn ploeggenoten van de Belgische nationale selectie zilver in de ploegenachtervolging op het wereldkampioenschap voor beloften. Op de weg werd hij in augustus van dat jaar tweede in het eindklassement van de Ronde van Oost-Vlaanderen. In 2025 maakte hij de overstap naar de Belgisch-Australische ploeg Atom 6 Bikes-Decca.

## Palmares
| Jaar        | BK | EK                                                     | WK          | Overige     |
| Als belofte | Als belofte                                                                                                  | Als belofte                                            | Als belofte | Als belofte |
| ----------- | --- | ------------------------------------------------------ | ----------- | ----------- |
| 2024        | | ploegenachtervolging                                   |             |             |
| 2025        | | koppelkoers · 6e ploegenachtervolging · 6e puntenkoers |             |             |
| Als elite   | |                                                        |             |             |
| 2023        | januari · achtervolging · omnium · 4e koppelkoers · december · 4e achtervolging · 5e afvalkoers · 5e tijdrit |                                                        |             |             |
| 2024        | omnium | 10e achtervolging                                      |             |             |

## Ploegen
- 2025 –  Atom 6 Bikes-Decca Continental Team